# 壬生町おもちゃ博物館
壬生町おもちゃ博物館（みぶまちおもちゃはくぶつかん）は、栃木県下都賀郡壬生町の壬生町総合公園（道の駅みぶ）内にある壬生町立の玩具の企業博物館である。略称は「おも博」。

## 概要
運営管理は指定管理者制度に基づき、財団法人壬生町施設振興公社が行っている。町内には玩具メーカーの工場・倉庫が集まった工業団地おもちゃのまちがあり、玩具とゆかりが深いことにちなんで建設された。
建物外観は中世の西洋のお城をモチーフとしている。館内には、1階はおもちゃのワンダーランドとして、見て・聞いて・触っての体験型の展示がなされている。2階は、玩具の歴史をはじめ多数の玩具が展示されている。3階は、展望室となっており、壬生町総合公園をはじめ周囲の緑豊かな土地を一望できる。開館10周年記念事業として2005年にジオラマ棟を増築。1階は多目的ホールわくわく夢広場、2階は鉄道模型の部屋となっており、本館とは1階にある連絡通路で繋がっている。鉄道模型の部屋は、鉄道模型の車両をはじめ鉄道にまつわる資料を展示。特に地元おもちゃのまちに工場を持つTOMIXと現在と過去のタカラトミー・トミーテック・エポック社・ジョイパレット・バンダイ・アガツマ他の製品が多く展示され、中にはごく短期間のみ生産された東京ディズニーランド・ウエスタンリバー鉄道のナローゲージ製品のような珍品もある。Nゲージ・HOゲージのジオラマも展示されており貸しレイアウトとして一般にも開放されている。
2011年11月より翌2012年3月23日まで大規模改装のため閉館し、吹き抜けの1階に体感型アトラクション「ミーブ」 にかわって大型遊具「きんぐとくぃーん」を設置するなどのリニューアルが図られた。このリニューアルに際しては来場者の意見も参考とされた。
2016年に主に博物館の収蔵品を修理する「おもちゃドック」が博物館隣に設けられた。持ち込みの壊れたおもちゃを修理する「おもちゃ病院」も定期的に開かれている。
2021年11月15日より長寿命化改修計画の一環として空調改修工事が行なわれることに伴ない、全館休館していたが、工事が無事完了し2022年3月19日より営業を再開、館内環境が向上した。

## 施設

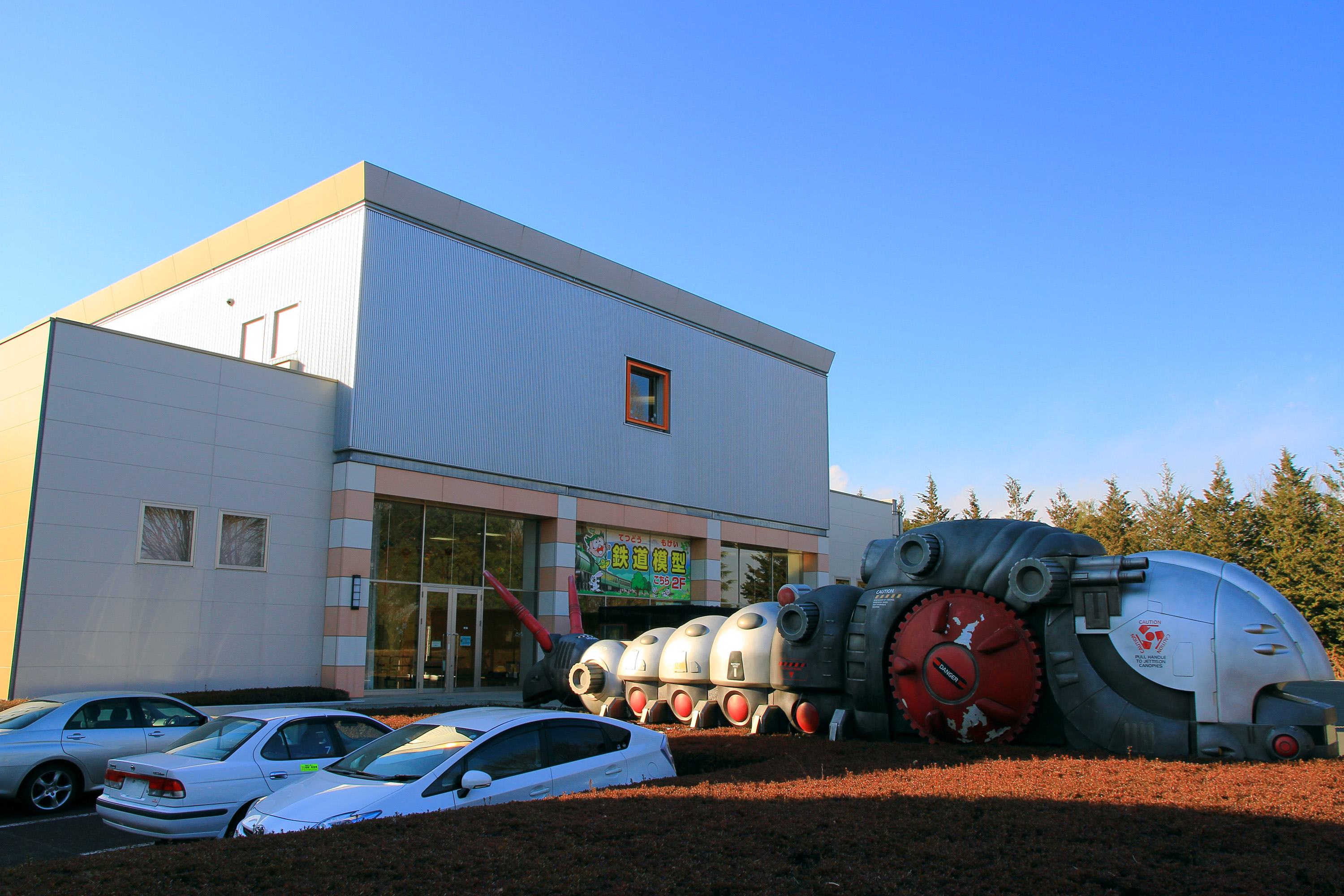
別館とその脇に設置されているモルガ

- 所在地 〒321-0211　栃木県下都賀郡壬生町大字国谷2300番地
- 開館時間 9:30-16:30（入館は16:00まで。再入館は16:00以降も可能）
- 休館日　毎週月曜日（月曜が祝日の場合その翌日）、年末年始（12月28日 - 1月2日）
- 入場料　おとな600円（400円）、こども300円（200円）（こどもは4歳以上中学生まで）
  - ※（　）内は、20名以上の団体料金。障害者手帳・療育手帳持参時半額（同伴者無料）
  - 年間パスポート　おとな3000円、こども1500円※発行日より1年間有効
- 交通アクセス
  - 東武宇都宮線おもちゃのまち駅より徒歩約30分（2.3 km、駅東口駐輪場にレンタサイクルあり）
  - 東武宇都宮線国谷駅より徒歩約30分（2.1 km）
  - 北関東自動車道壬生ICより車で約3分
  - 東北自動車道鹿沼I.Cより車で約15分
  - 無料駐車場あり（600台）

## 沿革
- 1995年4月23日 - 開館[13]。除幕式は同年4月6日に先行して実施。
- 2005年7月 - ジオラマ棟完成。鉄道模型の部屋オープン
- 2009年4月 - 入館者累計200万人達成
- 2012年3月24日 - リニューアルオープン[14]
- 2014年3月2日 - マスコットキャラクターの「壬雷ちゃん」が壬生町の公認キャラクターに指定された[15]。
- 2016年5月15日 - おもちゃドックがオープンする[7]。
- 2022年3月19日 - 長寿命化改修計画の一環として空調改修工事が完了し、この日より営業を再開する。

## マスコットキャラクター

駅西口ロータリーの壬雷ちゃん

当館のキャラクターとして、壬雷ちゃんが採用されている。なお、このキャラクターは壬生町公認キャラクターに指定されているほか、おもちゃのまち駅や道の駅みぶなど、当館以外でも見る事ができる。壬雷ちゃんがデザインされた消火栓の蓋（デザインマンホールの一種）も町内に複数個所設置されている。
夏季の栃木県は、全国でも有数の雷が多発する地域（隣接する宇都宮市は「雷都（らいと）」の異称をもつ）であることから雷様をモチーフとし、漫画家の牧野圭一がキャラクターのデザインを手がけた。
また、キャラクターの名前は一般公募から選考され『壬雷ちゃん』と命名された。
名前の由来は、当館が立地する壬生町の「壬」の字と雷様の「雷」の字を組み合わせて「壬雷」とし、子供たちが無限のエネルギーを持つ雷様に肖り、壬生町の未来への夢と希望を込めてこの漢字2文字で「みらい」と読むことにした。
誕生日は1995年4月6日である。この日はおもちゃ博物館の除幕式と同日である。

### プロフィール
- 年齢 - 10歳（永遠に年を取らない）[13][20]
- 性別 - 男の子
- 性格 - やさしい。強かで明るい。
- 趣味 - みんなを笑顔にすること。
- 特技 - 名前の通り雷を出すほか、頭のアンテナで、動物のみならず雲や風とも話すことができる。また、瞬間移動もできるが、あまりうまくいかない。
- 好きなもの - 子どもの笑顔
- 好きな場所 - おもちゃ博物館[21]
- 秘密 - 実は宇宙人であること。
- 使命 - おもちゃ博物館や壬生町のPR活動をすること。
- 動画 - みらいちゃんのぶらり壬生紀行 日本語版 - YouTube